# Magda Teresa Wójcik
Magda Teresa Wójcik z domu Dąbrowska (ur. 10 czerwca 1934 w Wilnie, zm. 17 września 2011 w Podkowie Leśnej) – polska aktorka, reżyserka, współzałożycielka wraz z Henrykiem Boukołowskim Teatru Adekwatnego.

## Życiorys
Ukończyła studia na Wydziale Mechanicznym Politechniki Łódzkiej w 1955 r. Po ukończeniu studiów pracowała na stanowisku inżyniera w zakładach Pafawag we Wrocławiu. Pracę artystyczną rozpoczęła w roku 1964 od założenia Teatru Adekwatnego, a następnie działała w Czeskim Cieszynie, Bielsku-Białej, Szczecinie i Płocku. W Teatrze Adekwatnym występowała jako  aktorka, zajmowała się też reżyserią. Od roku 1973 działała w wielu teatrach warszawskich.
Była żoną operatora filmowego Jerzego Wójcika i matką fizyka, scenografa i grafika komputerowego Tomasza Wójcika.
Została pochowana na cmentarzu w Podkowie Leśnej.

## Reżyseria spektakli teatralnych
1. Mewa według Richarda Bacha
- reżyseria – Magda Teresa Wójcik, muzyka – Zygmunt Konieczny, premiera – 1973, SDKN, Warszawa

2. Człowiek jak człowiek według Bertolta Brechta
- scenariusz – Jerzy Wójcik, reżyseria – Magda Teresa Wójcik, scenografia – Ryszard Winiarski, premiera – 1974, SDKN, Warszawa

3. Bhagawad Gita - Pieśń Pana według Mahabharaty
- scenariusz – Jerzy Wójcik, reżyseria – Magda Teresa Wójcik, premiera – 1976, Teatr Adekwatny, Warszawa

4. Anna według Jana Drzeżdżona
- scenariusz – Alicja Grajewska, reżyseria – Magda Teresa Wójcik, premiera – 1977, Teatr Adekwatny, Warszawa

5. Najemnicy
- scenariusz – Wojciech Feliksiak, reżyseria – Magda Teresa Wójcik, muzyka – Elżbieta Sikora, premiera – 1978, Teatr Adekwatny, Warszawa

6. Medea według Eurypidesa
- przekład – Jerzy Łanowski, adaptacja – Jerzy Wójcik, reżyseria – Magda Teresa Wójcik, scenografia – Maria Terlecka, muzyka – Elżbieta Sikora, premiera – 14.01.79, Teatr Adekwatny, Warszawa

7. Mały Książę według Antoine de Saint-Exupéry
- przekład – Jan Szwykowski, scenariusz i reżyseria – Magda Teresa Wójcik, scenografia – Maria Terlecka, muzyka – Elżbieta Sikora, premiera – 9.11.79, Teatr Adekwatny, Warszawa

8. Wyzwolenie według Stanisława Wyspiańskiego
- scenariusz i reżyseria – Magda Teresa Wójcik, Henryk Boukołowski, scenografia – Ryszard Winiarski, premiera – 1979, Teatr Adekwatny, Warszawa

9. Jam Ojciec Twój według Jana Kochanowskiego
- scenariusz i reżyseria – Henryk Boukołowski, premiera – 1980, Teatr Adekwatny, Warszawa

10. Tak tu cicho o zmierzchu według Borysa Wasiliewa 
- scenariusz i reżyseria – Magda Teresa Wójcik, scenografia – Joanna Zaradkiewicz, Barbara Pisulewska-Gęsicka, muzyka – Elżbieta Sikora, premiera – 1980, Teatr Adekwatny, Warszawa

11. Ciemności kryją ziemię według Jerzego Andrzejewskiego
- scenariusz – Wojciech Feliksiak, reżyseria – Magda Teresa Wójcik, scenografia – Joanna i Zygmunt Zaradkiewicz, muzyka – Elżbieta Sikora, premiera – 1982, Teatr Adekwatny, Warszawa

12. Cesarz według Ryszarda Kapuścińskiego
- scenariusz – Jerzy Wójcik, reżyseria – Magda Teresa Wójcik, scenografia – Joanna Zaradkiewicz, muzyka – Marcin Błażewicz, premiera – 1983, Teatr Adekwatny, Warszawa

13. Pętla według Marka Hłasko
- reżyseria – Magda Teresa Wójcik, kostiumy i scenografia – A. Stofpiec-Mackiewicz, muzyka – Marcin Błazewicz, premiera – 9.09.84, Teatr Adekwatny, Warszawa

14. Bhagavad Gita według Mahabharaty
- scenariusz – Jerzy Wójcik, reżyseria – Magda Teresa Wójcik, kostiumy i scenografia – Tomasz Wójcik, opracowanie muzyczne – Barbara Dzięgielewska, premiera – 29.05.88, Teatr Adekwatny, Warszawa

15. Wigilia 1956 według Istvana Eörsiego
- reżyseria – Magda Teresa Wójcik, Henryk Boukołowski, kostiumy i scenografia – Tomasz Wójcik, opracowanie muzyczne – Barbara Dzięgielewska, premiera – 2.04.90, Węgierski Ośrodek Kultury, Warszawa

16. Bajki Robotów według Stanisława Lema
- reżyseria – Magda Teresa Wójcik, kostiumy i scenografia – Tomasz Wójcik, choreografia – Danuta Cholewianka, opracowanie muzyczne – Barbara Dzięgielewska, premiera – 18.11.90, Teatr Adekwatny, Warszawa

17. Antygona według Sofoklesa
- reżyseria – Henryk Boukołowski, Magda Teresa Wójcik, kostiumy i scenografia – Tomasz Wójcik, premiera – 22.02.92, Teatr Adekwatny, Warszawa

18. Pinokio według Collodiego
- scenariusz i reżyseria – Magda Teresa Wójcik, kostiumy i scenografia – Tomasz Wójcik, choreografia – Emil Wesołowski, opracowanie muzyczne – Barbara Dzięgielewska, premiera – 21.02.93, Teatr Adekwatny, Warszawa

19. Niemcy według Leona Kruczkowskiego
- scenariusz i reżyseria – Magda Teresa Wójcik, kostiumy i scenografia – Tomasz Wójcik, opracowanie muzyczne – Barbara Dzięgielewska, premiera – 6.11.94, Teatr Adekwatny, Warszawa

20. Dzikie Łabędzie według H. Chr. Andersena
- scenariusz i reżyseria – Magda Teresa Wójcik, kostiumy i scenografia – Liliana Jankowska, muzyka – Mikołaj Hertel, premiera – 31.03.95, Teatr Na Woli, Warszawa

21. Legendy Warszawskiej Starówki według Or-Ota
- scenariusz i reżyseria – Magda Teresa Wójcik, Henryk Boukołowski, kostiumy i scenografia – Tomasz Wójcik, muzyka – Mikołaj Hertel, premiera – 19.05.96, Stare Miasto (plener), Warszawa

22. Kubuś Puchatek według A.A. Milne’a
- scenariusz i reżyseria – Magda Teresa Wójcik, kostiumy i scenografia – Liliana Jankowska, muzyka – Mikołaj Hertel, premiera – 15.12.96, Teatr Na Woli, Warszawa

23. Pan Tadeusz według Adama Mickiewicza
- scenariusz i reżyseria – Magda Teresa Wójcik, kostiumy i scenografia – Tomasz Wójcik, muzyka – Małgorzata Małaszko, Andrzej Złomski, premiera – 24.03.97, Teatr Kameralny, Warszawa

24. Mity Greckie według R. Gravesa
- scenariusz i reżyseria – Magda Teresa Wójcik i Tomasz Konieczny, kostiumy i scenografia – Tomasz Wójcik, muzyka – Marek Błaszczyk, premiera – 22.07.97, Teatr Kameralny, Warszawa

25. Rozmowy z katem według Kazimierza Moczarskiego
- reżyseria – Magda Teresa Wójcik, kostiumy i scenografia – Tomasz Wójcik, muzyka – Marek Błaszczyk, premiera – 22.06.98, Teatr Kameralny, Warszawa

26. Skąpiec według Moliera
- scenariusz i reżyseria – Magda Teresa Wójcik, kostiumy i scenografia – Tomasz Wójcik, muzyka – Marcin Błażewicz, premiera – 20.12.98, Teatr Kameralny, Warszawa

27. Dżuma według Alberta Camusa
- scenariusz i reżyseria – Magda Teresa Wójcik, kostiumy i scenografia – Tomasz Wójcik, muzyka – Mikołaj Hertel, premiera – 27.11.2000, Teatr Kameralny, Warszawa

28. Cesarz według Ryszarda Kapuścińskiego
- adaptacja – Jerzy Wójcik, reżyseria – Magda Teresa Wójcik, scenografia – Tomasz Wójcik, muzyka – Marcin Błażewicz, premiera – 14.04.2002, Teatr Dramatyczny, Warszawa

29. Kopciuszek według Jana Brzechwy
- reżyseria – Magda Teresa Wójcik, scenografia – Tomasz Wójcik, muzyka – Mikołaj Hertel, premiera – 13.07.2002, Łazienki Królewskie – Teatr na Wodzie, Warszawa

30. In articulo mortis – W obliczu śmierci
- scenariusz i reżyseria – Magda Teresa Wójcik, premiera – 31.07.2005, Teatr na Woli, Warszawa

31. Świetliste Oczekiwanie według Jana Lechonia
- scenariusz i reżyseria – Magda Teresa Wójcik, muzyka – Mikołaj Hertel, premiera – 02.06.2006, Teatr na Woli, Warszawa

## Filmografia
- Matka Joanna od Aniołów (1961) jako siostra zakonna
- Samson (1961) jako kobieta na przyjęciu u Lucyny
- Przez dziewięć mostów (1971) jako matka
- Odejścia, powroty (1972; serial TV) jako kobieta (w odc. 2. pt. Być żołnierzem)
- Palec Boży (1972) jako kierowniczka chóru
- Niedzielne dzieci (1976) jako kierowniczka domu dziecka
- Człowiek z marmuru (1976) jako montażystka
- Bez znieczulenia (1978) jako Joanna Cichoń, adwokat Jerzego
- Szpital Przemienienia (1978) jako Nowacka, żona inż. Andrzeja Nowackiego
- Zielona miłość (1978; serial TV) jako matka Iwony
- Elegia (1979) jako sanitariuszka Grzelakowa
- Mysz (1979) jako nauczycielka chemii
- Smak wody (1980) jako Maria Szara
- Tylko tyle (1980) jako matka Maćka
- Nic nie stoi na przeszkodzie (1980) jako Zofia, żona Jerzego
- On, ona, oni (1981) jako Stalicowa, matka Magdy (w noweli Ona)
- Zderzenie (1981)
- Matka Królów (1982) jako Łucja Król
- Wedle wyroków twoich... (1983) jako gospodyni
- Tętno (1985) jako matka Haliny
- W cieniu nienawiści (1985) jako Maria
- Skrzypce Rotszylda (1988) jako Marta
- Skarga (1991) jako Stefania Stawicka, matka Stefana
- Kim był Joe Luis? (1992) jako matka Ewy
- Wrota Europy (1999) jako kobieta
- Bajland (2000) jako Jasnorzewska, gospodyni Rydla

## Główne role w telewizji
- 1974 – Joanna d’Arc (Joanna d’Arc)
- 1972 – Idol (Żona)
- 1973 – Relacja (Blondynka - spektakl improwizowany)
- 1975 – Medea (Medea)
- 1992 – Zadra (Żołnierz AK)

## Odznaczenia[1]
- Odznaka Zasłużony Działacz Kultury, Medal 40-lecia Polski Ludowej, Złote Odznaczenie im. Janka Krasickiego oraz Nagroda I stopnia Ministra Kultury i Sztuki w dziedzinie filmu.

## Nagrody
- 1973, 1974, 1975, 1977, 1980 – festiwal Teatrów Małych Form, Szczecin (Za rolę Joanny d’Arc otrzymała dwukrotnie Wielką Nagrodę Publiczności)
- 1978 i 1980 – II Nagroda na Ogólnopolskim Festiwalu Teatrów Jednego Aktora, Toruń
- 1976 - Nagroda im. Włodzimierza Pietrzaka
- 1987 – za rolę matki w Matce Królów otrzymała Złote Lwy dla najlepszej aktorki
- 1987 – Nagroda Ministra Kultury i Sztuki I stopnia;
- 1989 – Nagroda Włoskiego Centrum Kulturalnego Adelaide Ristori dla najwybitniejszej aktorki w dziedzinie filmu zagranicznego.